# Pierre Flye Sainte-Marie
Pierre Flye Sainte-Marie, né le 8 mars 1869 à Avallon et mort le 3 janvier 1956 à Arradon, est un officier, explorateur et peintre français, fils de Paul Émile Flye-Sainte-Marie.

## Biographie
Entré à Saint-Cyr en 1888, il en sort en 1890 dans l'infanterie. Nommé à la direction des Affaires indigènes de Tunisie en 1894, il est ensuite affecté à Bou-Saada dans le Sud de l'Algérie. Lorsque le Général Laperrine crée en 1902 les compagnies méharistes, il confie la direction de l’une d’elles, la compagnie du Touat-Gourara (1902-1907), au jeune capitaine Pierre Flye Sainte Marie. 
Du 31 octobre 1904 au 9 janvier 1905, il effectue une expédition exceptionnelle de deux mille trois cents kilomètres dans le Sahara occidental, jusqu'aux confins de la Mauritanie.  Avec le lieutenant Émile Nieger et quatre-vingt dix méharistes, à partir de Touat, il parcourt le Menakeb, l'erg Iguidi, le plateau des Eglab puis revient par l'oued Chenachan et l'erg Chech, ramenant de très importants renseignements géographiques. Bien que n’ayant donné lieu à aucun combat, cette reconnaissance eut une importance stratégique pour les troupes françaises, leur permettant d’identifier les routes et les puits, et donc d’étendre leur contrôle sur cette zone. Pierre rapporta des carnets garnis de dessins des lieux significatifs rencontrés. Cet exploit lui valut le titre de chevalier de la Légion d’Honneur en 1906.  
En 1907, il est nommé à Tebessa puis, en 1908, à Touggourt et enfin, à partir de 1909, travaille aux Services de renseignements du Maroc. 
Pierre Flye Sainte Marie passa les 3 premières années de la Première Guerre mondiale au Maroc, n’arrivant au front qu’en 1917, d’abord au 75eme Régiment d’Infanterie, puis au 2ème Régiment de Tirailleurs Marocains, régiments à la tête desquels il se distingua à plusieurs occasions en 1917 et 1918. Brillant officier, il termina la guerre au grade de colonel. Il servit ensuite au Levant (Liban et Syrie, territoires administrés par la France). Il fut nommé Général en 1927 et promu Grand Officier de la Légion d’Honneur en 1934. 
Il avait épousé en 1921 Marguerite Larsonneur et reprit la maison de sa mère à Arradon, dans le Morbihan.
On lui doit en outre, en peinture, quelques toiles : 
- Portrait d'une jeune fille arabe[2]
- Deux enfants dans les champs
- Famille orientale dans un intérieur
- Fillette saharienne (1929)
- Jeune fille Chleuh
- Jeune marocaine
- Un coin du golfe (1933)

## Travaux
- À l'ouest de la Saoura, in L'Afrique Française, 1905, p. 381-503
- Le Commerce et l'Agriculture au Touat, 1905
- E. Nieger, Du Touat à Taoudéni, La Géographie, 1907, p. 361-384